# Chiesa di San Pietro dei Pescatori (Cagliari)
La chiesa di San Pietro dei Pescatori è un edificio religioso medievale situato a Cagliari, nel quartiere Stampace. Il monumento si affaccia in un piccolo cortile, accessibile dal viale Trieste, confinante con la ferrovia.

## Storia e descrizione
La chiesa sorge in un'area utilizzata come necropoli in età paleocristiana, come attestano le lapidi con iscrizioni funerarie, databili tra il V e il VI secolo, rinvenute in zona e oggi conservate nel Museo archeologico nazionale di Cagliari .
Il titolo Sancti Petri de Piscatori risulta tra i possedimenti dei monaci benedettini dell'abbazia di San Vittore di Marsiglia dal 1089, quando la chiesa venne loro donata dal giudice di Cagliari Costantino Salusio II de Lacon-Gunale. Il tempio, in stile romanico - gotico, venne edificato tra l'XI e il XIII secolo con la partecipazione di maestranze di scuola lombarda e toscana. In epoca moderna l'interno è stato oggetto di rifacimenti.
La facciata, in pietra calcarea, è a capanna, divisa in tre specchi tramite quattro lesene a fascio. Al centro si apre il portale, architravato, con arco a tutto sesto, sormontato da un finestrone ad arco ogivale. Il semplice interno è a navata unica, con copertura lignea a capriate e abside semicircolare orientata.
La chiesa è affidata al Gremio dei pescatori, associazione storicamente legata al tempio e al vicino stagno di Santa Gilla, che in giugno organizza i festeggiamenti in onore di san Pietro apostolo.